# كالابوغو
كالابوغو قرية بامبارية على الضفة اليسرى من نهر النيجر في منطقة سيغو في مالي.
1. ↑  GeoNames (بالإنجليزية), 2005, QID:Q830106